# Crypsitricha generosa
Crypsitricha generosa är en fjärilsart som beskrevs av Alfred Philpott 1926. Crypsitricha generosa ingår i släktet Crypsitricha och familjen äkta malar. Inga underarter finns listade i Catalogue of Life.